# 김수진 (1977년)
김수진(金修眞, 1977년 2월 10일 ~ )은 쇼핑호스트를 지낸 전력이 있는 대한민국 여성 프리랜서 방송MC이다.

## 이력
본관(관향)은 수안(遂安)이고 서울에서 출생하였으며 19세 시절이던 1995년 향피리 연주가 첫 데뷔하였고 이듬해 1996년에는 가야금 연주가 데뷔에 이어 같은 해 1996년 해금 연주가 데뷔하였으며 또 이어 같은 해 1996년 음악평론가 등단하였고 그로부터 1년 후 1997년에는 영화평론가 등단하였으며 이듬해 1998년에는 미술평론가 등단하며 언더그라운드 분야에서 다재다능(多才多能)을 표현하였고 1999년부터 2002년까지 대우자동차 주식회사 판매 근무 인사팀 소속 의전 담당 매니저를 지내었으며 2002년 10월부터 2009년 3월까지 CJ 홈 쇼핑 소속 쇼 호스트를 지내었고 2006년 8월 12일에는 정신과 전문의·의학박사 및 예비역 대한민국 육군 대위 표진인(表鎭仁) 前 연세대 의과대학 전임강사 겸 이화여대 의과대학 겸임교수와 결혼하였으며 2년 후 2008년에 그와의 사이에서 슬하 1남(아들 표승헌)을 얻었고 이듬해 2009년 3월에는 CJ 홈 쇼핑 쇼 호스트 직위에서 사퇴하여 현재 프리 랜서 방송MC로 활약하고 있다.
신장은 167cm이고 체중은 43kg이며 여행과 알파인 스키와 수상 스키와 수영과 요가에 취미가 있고 그림 그리기와 국악기 연주에 특기가 있다.
드라마 작가 김수진님과는 동명이인이다.

## 평론작

### 음악평론
- 1991년 《임방울과 서편제》

### 영화평론
- 1997년 《비비안 리와 잉그리드 버그먼의 각자각자 일편 영화 같은 세기의 사랑》

### 미술평론
- 2000년 《피트 몬드리안과 마르셀 뒤샹의 미국 미술 개혁》

## 출연작

### TV 프로그램
- 2011년 MBC 《기분 좋은 날》
- 2011년 KBS 《여유만만》
- 2012년 SBS 《스타 부부 쇼 자기야》
- 2013년 채널A 《부부극장 콩깍지》
- 2015년 KBS 《출발 드림팀 시즌 2》
- 2015년 EBS 《토크 쇼 부모 고수다》

### 라디오 프로그램
- 2015년 EBS FM 《EBS 책 읽는 라디오 낭독 시리즈》